# 丹辛克天文台

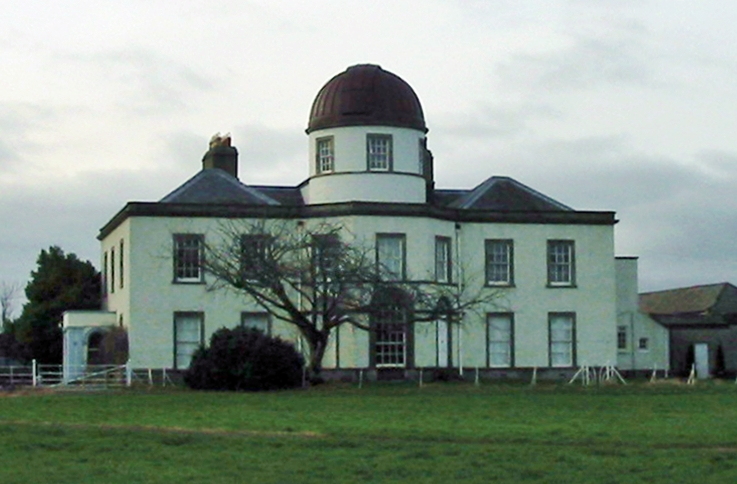
丹辛克天文台

丹辛克天文台（Dunsink Observatory）是一座創建於1785年的天文台，位於爱尔兰共和国首都都柏林郊區的丹辛克。威廉·哈密頓曾經擔任這座天文台的台長。

## 外部連結
- Dunsink Observatory （页面存档备份，存于）
- Astronomy Trail （页面存档备份，存于）

53°23′13.5″N 06°20′15.2″W / 53.387083°N 6.337556°W